# John Pulman
Herbert John Pulman (Teignmouth, 12 dicembre 1923 – Northampton, 25 dicembre 1998) è stato un giocatore di snooker inglese, professionista dal 1946 al 1982 ed otto volte campione del mondo (1957 e dal 1964 al 1968).

## Tornei vinti

### Titoli Non-Ranking: 13
| Tripla Corona       | Tripla Corona |
| ------------------- | ------------- |
| Campionato mondiale | 8             |
| Totale              | 8             |

| Titoli Non-Ranking                       | Titoli Non-Ranking                                                 | Titoli Non-Ranking                                                                                            | Titoli Non-Ranking                            |
| ---------------------------------------- | ------------------------------------------------------------------ | --- | --------------------------------------------- |
| Competizione                             | Edizione                                                           | Avversario | Note                                          |
| Sunday Empire News Qualifying Tournament | 1948                                                               | Kinglsey Kennerley                                                                                            |                                               |
| News of the World Snooker Tournament     | 1954, 1957                                                         | Joe Davis, Fred Davis                                                                                         | [ 2 ] [ 3 ]                                   |
| Campionato mondiale                      | 1957, 1964 (1), 1964 (2), 1965 (1), 1965 (2), 1965 (3), 1966, 1968 | Jackie Rea, Fred Davis, Rex Williams, Fred Davis, Rex Williams, Fred Van Rensburg, Fred Davis, Eddie Charlton | [ 7 ] [ 8 ] [ 9 ] [ 10 ] [ 11 ] [ 12 ] [ 13 ] |
| World Plate Championship                 | 1973                                                               | Cliff Thorburn                                                                                                |                                               |

## Finali perse

### Titoli Non-Ranking: 10
| Tripla Corona       | Tripla Corona |
| ------------------- | ------------- |
| Campionato mondiale | 3             |
| Totale              | 3             |

| Titoli Non-Ranking                   | Titoli Non-Ranking | Titoli Non-Ranking                  | Titoli Non-Ranking   |
| ------------------------------------ | ------------------ | ----------------------------------- | -------------------- |
| Competizione                         | Edizione           | Avversario                          | Note                 |
| Sunday Empire News Tournament        | 1948               | Joe Davis                           |                      |
| News of the World Snooker Tournament | 1951, 1958         | Alec Brown, Fred Davis              | [ 14 ] [ 15 ]        |
| Campionato mondiale                  | 1955, 1956, 1970   | Fred Davis, Fred Davis, Ray Reardon | [ 16 ] [ 17 ] [ 18 ] |
| Norwich Union Open                   | 1973               | John Spencer                        | [ 19 ]               |
| World Plate Championship             | 1974               | John Spencer                        |                      |
| Candian Open                         | 1975               | Alex Higgins                        | [ 20 ]               |
| Pontins Professional                 | 1977               | John Spencer                        | [ 21 ]               |